# Бери Минков
Бери Џеј Минков (рођен 22. марта 1966.) је бивши амерички бизнисмен, протестантски свештеник и осуђени криминалац. Још док је био у средњој школи, основао је Зи бест (ZZZZ Best), која је изгледала као изузетно успешна компанија за чишћење и рестаурацију тепиха. Међутим, то је заправо био параван за привлачење инвестиција за масивну Понцијеву превару. Разоткривен је 1987., коштајући инвеститоре и улагаче 100 милиона долара: једну од највећих инвестиционих превара које је икада починила једна особа, као и једну од највећих рачуноводствених превара у историји. Шема се често користи као студија случаја рачуноводствене преваре.
Након што је пуштен из затвора, Минков је постао протестантски свештеник и истражитељ превара у Сан Дијегу и говорио је у школама о етици. Свему је овоме дошао крај 2011. године, када је признао да је намерно помогао у снижавању цене акција грађевинара Ленара и наређен му је повратак у затвор на пет година. Три године касније признао је да је преварио своју цркву и осуђен је на додатних пет година затвора. Он подлеже захтевима за реституцију у укупном износу од 612 милиона долара.

## Почетак Зи беста
Минков је рођен у Инглвуду у Калифорнији у јеврејској породици, а одрастао је у области Реседа у долини Сан Фернандо. Када је имао девет година, мајка га је запослила као телемаркетер у послу за чишћење тепиха у којем је она радила. Са 16 година, док је био на другој години средње школе у Кливленду, Минков је покренуо Зи Бест  у гаражи својих родитеља са три запослена и четири телефона. У првим данима, морао је да се ослања на пријатеље да га возе на посао пошто није имао возачку дозволу.
У почетку, Минков се борио да подмири основне трошкове. Две банке су затвориле његов пословни рачун јер тадашњи калифорнијски закон није дозвољавао малолетницима да потписују обавезујуће уговоре, укључујући чекове. Такође су га мучиле жалбе купаца и захтеви добављача за плаћање. Понекад му је било тешко чак и да направи платни списак. Суочен са недостатком оперативног капитала, финансирао је своје пословање путем чекирања, крађе и продаје бакиног накита, инсценирања провала у своје канцеларије и наметања лажних трошкова кредитних картица.
Убрзо након тога, Минков се разгранао у посао "рестаурације осигурања". Уз помоћ Тома Пеџета, контролора осигурања, Минков је фалсификовао бројне документе који тврде да је Зи бест био укључен у неколико пројеката рестаурације за Пеџетову компанију. Пеџет и Минкоу су основали лажну компанију за међудржавне услуге процене, која је Минкоуовим банкарима верификовала детаље ових рестаурација. Уз зајмове ових банака, Минков је проширио Зи Бест широм Јужне Калифорније.
Док је већина Понзи шема заснована на непостојећим пословима, Зи бест-ов одсек за чишћење тепиха био је веома стваран и освојио је високе оцене за свој квалитет. Међутим, његов одсек за обнову осигурања, који је на крају чинио 86% прихода компаније, био је лажан. Минков је прикупио новац факторингом својих потраживања за рад по уговору, као и флуктуирајући средства преко неколико банака у разрађеној шеми чекова.
Након што је 1985. завршио средњу школу, Минков је све своје време посветио Зи бесту. У недостатку новца упркос недавном проширењу, добио је зајам од Џека Кејтена, бизнисмена из Лос Анђелеса који је имао везе са организованим криминалом. Кејтен је касније тужио Минкова јер му није исплатио његов део профита компаније, али је Минкоу тврдио да је Кејтен био каматар. Тужба је још увек пролазила кроз судове у време Кејтенове смрти 1987. године. Друге личности организованог криминала појавиле су се као Минкоуови саветници, што је узнемирило његове запослене. На пример, главни акционар, Морис Ринд, био је осуђен за превару са хартијама од вредности 1976. Минков је такође био пословни партнер са Робертом Виђаном, осуђеним крадљивцем драгуља и познатим зајмодавцем.

## Представљање компаније
На предлог пријатеља, Минков је представио компанију јавности у јануару 1986. године, чиме је добио место на НАСДАК-у. Рачуновођа који је извршио ревизију компаније пре него што је изашла у јавност није лично посетио локације за обнављање осигурања. Да је то урадио, открио би да се ради о поштанским сандучићима који се налазе широм долине Сан Фернандо. Минков је задржао већинско власништво са 53 посто удела, што га је на папиру учинило тренутним милионером. Излазак у јавност наизглед му је понудио начин да прикрије своје лажне активности. Према тадашњем закону о хартијама од вредности, морао је да задржи своје личне акције две године. Планирао је да прода милион акција јавности у јануару 1988, верујући да ће му то дати довољно новца да све исплати и постане потпуно легалан.
Да би добио више финансирања, Минков је био убеђен да прикупи 15 милиона долара капитала кроз иницијалну јавну понуду акција Зи беста. Када су рачуновође хтеле да прегледају пословање компаније, Минкоу је позајмио канцеларије за обилазак лажне компаније и користио је недовршену зграду да представи лажни посао рестаурације. Марк Морзе, финансијски консултант Зи бест-а, преварио је рачуновође послате да обаве неопходну проверу лажирања хиљада докумената. Јавна понуда је затворена у децембру и Минков је постао најмлађа особа која је водила компанију кроз IPO у америчкој финансијској историји.
Минков је покренуо огромну телевизијску рекламну кампању приказујући Зи бест-а као чистача тепиха коме становници јужне Калифорније могу да верују.

## Банкрот
До фебруара 1987. Зи бест је трговао по цени од 18 долара на НАСДАК-у, процењујући компанију на 280 милиона долара. Компанија је сада имала 1.030 запослених са канцеларијама у Калифорнији, Аризони и Невади. Његов удео је вредео 100 милиона долара.
Компанија се и даље суочавала са озбиљним недостатком протока новца због плаћања инвеститорима за непостојеће пројекте обнове. Минков је започео преговоре о спајању са KeyServ-ом, пошто би прилив готовине решио  питања  Зи бест-овог недостатка протока новца. Поред тога, Минков је мислио да ће KeyServ-ов Sears посао дати Зи бест-у довољно новца да оконча Понцијеву превару раније него што је првобитно планирано. ДБЛ инвестициона банка (eng. Drexel Burnham Lambert) је понудила да финансира посао приватним пласманом обвезница.
Иако је Кејсерв био дупло већи од Зи бест-а, две компаније су се сложиле са уговором од 25 милиона долара у којем би Зи бест опстао као компанија. Спајањем би Зи бест Sears постао овлашћени чистач тепиха, а Минков би постао председник и управник одбора највеће независне компаније за чишћење тепиха у Сједињеним Државама.
Баш када је партнерство требало да се склопи, Минков је био раскринкан открићем преваре са кредитним картицама која је помогла да његова компанија преживи у раним годинама. Тајмс је затим написао причу у којој је откривено да је Минков зарадио 72.000 долара помоћу лажних трошкова кредитних картица 1984. и 1985. године. Прича, која се појавила само неколико дана пре коначног спајања са Кејсервом, довела је до пада акција Зи бест за 28%.
У року од неколико сати од достављања тог јутарњег издања Тајмса, банке Зи бест-а су или опозвале своје кредите или су запретиле да ће то учинити. Касније тог дана на конференцији за штампу, репортер је открио доказе да пројекат чишћења тепиха у Сакраменту није постојао. Још важније, открио је да Зи бест нема лиценцу извођача потребну за велике рестаураторске радове. Да би смирио нервозне инвеститоре, Минков је издао саопштење за јавност у којем је рекламирао рекордне профите и приходе, али је то учинио без обавештавања Ернстенвинеј (eng. Ernst & Whinney), фирме одговорне за ревизију компаније пре споразума Кејсерв. Саопштење за штампу је такође имплицирало да је Дрекел ослободио Зи бест од било каквог прекршаја, накратко зауставивши пад. Међутим, Дрекел се нагло повукао из уговора неколико дана касније, што је довело до поновног пада цене акција. Дрекелово повлачење зауставило је договор четири до седам дана пре него што је требало да буде склопљен.
Дан након овог саопштења за штампу, Ернстенвинеј  открива да је Минков написао неколико чекова да би потврдио валидност непостојећих уговора. Многи од њих су писани сараднику који је касније указао званичницима Ернстенвинеј на превару.
Минков је 2. јула изненада поднео оставку из „здравствених разлога“. До тог тренутка, акције његове компаније су пале на 3,50 долара по акцији – што је пад од 81 посто у односу на највиши ниво у фебруару. Минков је касније открио да је 27. јуна, шест дана раније, независна адвокатска канцеларија Зи бест-а задржала да истражи наводе о неправедним поступцима, тражила је адресе за све послове рестаурације компаније. Минков је знао да ти пројекти не постоје и одлучио је да поднесе оставку. Касније је наводно рекао једном члану свог одбора да је посао враћања осигурања био лаж од самог почетка.
Нови одбор Зи бест-а спровео је интерну истрагу која је у великој мери поткрепила оптужбе за превару. Дана 6. јула, одбор је тужио Минкова, наводећи да је побегао са 23 милиона долара средстава компаније. Компанија је тврдила да је њена имовина исцрпљена до те мере да је била приморана на банкрот. Два дана касније, Полицијска управа Лос Анђелеса извршила је рацију у сједишту Зи бест-а и у Минковљевом дому и пронашла доказе да је компанија коришћена за прање новца од дроге за органиѕовани криминал.

## Признање и затвор
Минков и још 10 других Зи бест инсајдера били су оптужени од стране савезне велике пороте у Лос Анђелесу јануара 1988. по тачки 54 за рекетирање, превару са хартијама од вредности, прање новца, проневеру, превару поште, утају пореза и банковну превару. Оптужница је теретила Минкова да је банкама и инвеститорима прибавио милионе долара док је систематски црпео имовину своје компаније. Минков је, такође, оптужен за оснивање лажних компанија, писање лажних фактура и обилазак наводних локација за рестаурацију. Тужиоци су проценили да је чак 90% прихода компаније било лажно. Дана 16. јуна, тужиоци су добили заменску оптужницу којом се Минков терети за превару са кредитним картицама и две додатне тачке за превару путем поште.
Иако је Минков признао да је манипулисао акцијама компаније, он је тврдио да је био приморан да претвори компанију у Понцијеву шему под притиском организованог криминала које је тајно контролисало његову компанију, прича за коју је касније признао да је била лажна. Дана 14. децембра проглашен је кривим по свим тачкама оптужнице. 27. марта 1989. осуђен је на 25 година затвора. Такође је одређен на пет година условно и наложено му је да плати 26 милиона долара на име реституције. Када му је изрекао казну, судија Окружног суда САД Дикран Тевризијан описао је Минкова као човека без савести. Он је одбацио молбу Минкова за блажу казну као "шалу" и за некога ко је манипулисао финансијским системом. СЕЦ му је потом забранио да икада поново буде службеник или директор јавног предузећа. Служио је мање од седам и по година, већином у Федералном поправном заводу у Енглевуду.
Док је био у затвору, Минков је постао наново рођени хришћанин. Током боравка у затвору, укључио се у хришћанску службу, завршавајући курсеве кроз школу доживотног учења на Универзитету Либерти.

## Излазак из затвора
Након што је Минков превремено пуштен из затвора 1995. године, радио је као протестанстски свестеник у цркви на стеновитом врху у Chatsworth-у у Калифорнији. Такође је постао и директор Црквеног Библијског института.
1995. године написао је извештај из прве руке о Зи бест превари, чишћење. Сав приход од књиге отишао је за отплату његовим жртвама. Његов други значајан дуг је зајам од 7 милиона долара од Унион банке.
1997. године постао је свештеник заједнице Библијске цркве у Сан Дијегу. Убрзо по његовом доласку, члан цркве га је замолио да потражи фирму за управљање новцем у оближњем округу Оринџ. Сумњајући да нешто није у реду, Минков је упозорио савезне власти, које су откриле да је фирма пирамидална шема од 300 милиона долара. Ово је био почетак Института за откривање превара, профитне истраживачке фирме (која је на крају била изложена да је и сама превара). Његове прве мете биле су акционарске компаније које су често биле уточиште за преваре. Међутим, убрзо је привукао пажњу  The Wall Street Journal-а и Bloomberg News-а. Такође је почео да се појављује на Your World with Neil Cavuto као стручњак за преваре. Минков је први пут стекао пажњу народа када се 60 Minutes емитовао његов профил у августу 2006. године. Неколико инвеститора са Wall Street-a свидело се оно што су видели и послали су му довољно новца да крене ка већим циљевима. Минков је тврдио да је током година открио превару у вредности од милијарду долара.

## Скраћење акција
Минковове мотиве довеле су у питање вишеструке новинске приче у којима се закључило да је Минков имао краће акције пре него што је објавио извештај о јавној компанији. Према The San Diego Union-Tribune, Минков се укључио у ову праксу још 2006. Минковови критичари су осудили ову праксу као неетичку, ако не и незакониту. Најмање један критичар га је оптужио да се бави кратким и искривљеним обликом преваре са обвезницама која представља преокрет од шеме "pump and dump". На пример, оптужио је Herbalife за „дугу листу“ проблема, а Минков је „тачно открио да је Хербалифов председник повећао његов резиме.“ Хербалиф је платио Минкову 300.000 долара, након чега је Минков издао новинску штампу, ослободибши и  повлачећи све оптужбе и тврдње против Хербалиф-а. Поред тога, Минков је зарадио 50.000 долара од краткотрајних акција Хербалиф-а. Минков је наставио да профитира од своје кратке продајне позиције због оштрог пада цене акција компаније која је пријављена одмах након објављивања новог извештаја.
20. фебруара 2007. године, Минков је поделио извештај од 500 страница званичницима СЕЦ (eng. U.S. Securities and Exchange Commission), ФБИ (eng. the Federal Bureau of Investigation), и ИРС (eng. Internal Revenue Service) оптужујући USANA-у за управљање илегалном пирамидалном шемом. USANA је узвратила тужбом против Минкова и његове компаније тврдећи за клевету и манипулацију акцијама.
На дан када је Минковов извештај објављен, акције USANA-е су се продавале за 61,19 долара, али је до августа цена акција пала на мање од 35 долара. Минков је признао да је скраћивао акције USANA-е, надајући се да ће профитирати од пада цене акција. Међутим, у вези са тужбом USANA-е, колумниста, Херб Гринберг, је прокоментарисао да су критике на рачун Минкова „гомила глупости; он има право да објави своје истраживање, све док људи знају његову позицију [у акцији]“. Минков је открио у извештају да се кладио на пад акција. USANA је одустала од тужбе за клевету и у марту 2008. америчка окружна судија Тена Кембел одбацила је четири од пет тужби које је USANA поднела против Минкововог избештаја да су тврдње USANA-е прекршиле калифорнијски закон против SLAPP-а (Стратешка тужба против учешћа јавности) јер је тужила Минкова за поштену критику. Судија је такође навео два примера у којима УСАНА није успела да оповргне Минковове тврдње, да су њихови производи прескупи и да нису ништа бољег квалитета од других брендова ниже цене. Преостала оптужба, за манипулацију акцијама, решена је у јулу 2008. када су USANA и Минков постигли необјављену нагодбу, која је укључивала уклањање свих материјала у вези са USANA-ом са веб локације Института за откривање превара, сродне кинеске веб странице и са YouTube-а. Минков се такође сложио да никада више не тргује акцијама USANA-е. Одвојено од нагодбе, компанија је платила 142.510 долара адвокатске накнаде Минкову и његовом институту по налогу федералног судије Самуела Албе. Судски документи показују да USANA никада није прогонила друге за које су сумњали да су део наводне манипулације акцијама нити су тражили забрану, њихов једини пут ослобађања у овом случају.
Минков је скоро увек био на позицији обвезнице о којој је извештавао. Међутим, он је од тада изјавио да иако су му адвокати саветовали да је ова пракса легална, вероватно је била неетичка. Неколико компанија је тужило Минкова због лажних оптужби против њих, од којих је већина тужби решена ван суда.

## Ленар
Минков је 2009. године издао извештај у којем је оптужио главног грађевинара Ленара за велику превару. Минков је тврдио да су неправилности у Ленаровом ванбилансном рачуноводству дуга доказ огромне Понзи шеме. Минков је оптужио Ленара да својим акционарима није открио довољно информација о овоме, а такође је тврдио да је Ленаров извршни директор подигао лажни лични зајам. Ленарове акције су нагло пале након Минковових извештаја. Од 9. јануара до 22. јануара, Ленарове акције су пале са 11,57 долара по акцији на 6,55 долара. Минков је објавио извештај након што га је контактирао Николас Марш, програмер из Сан Дијега који је поднео две тужбе против Ленара због преваре. Једно од Маршових одела је по кратком поступку избачено; други се завршио тако што је Марш морао да плати Ленару 12 милиона долара противтужби.
Ленар је одговорио тако што је додао Минкова као оптуженог у тужби за клевету и изнуду против Марша. Минков је у почетку био незабринут, пошто је и раније имао предност у сличним случајевима на основу слободе говора. Према судским записима, Минков је скратио акције Ленара, купивши опције у вредности од 20.000 долара у опклади да ће акције пасти. Што је још озбиљније, он је такође купио Ленарове акције након његовог извештаја о страним директним инвестицијама, верујући да ће се акције опоравити након драматичног пада. Минков је у почетку негирао да је ово урадио, да би био приморан да се повуче када се суочио са евиденцијама о трговању. Минков је такође фалсификовао документе у којима се наводи да је Ленар недолично поступао и лагао је да је морао да оде у хитну помоћ у ноћи пре него што је први пут требало да сведочи. Такође је наставио са извештајем чак и након што приватни истражитељ кога је ангажовао за случај није могао да поткрепи Маршове тврдње. У неповезаном развоју догађаја, такође је откривено да је Минков управљао страним директним инвестицијама из канцеларија своје цркве и чак је користио црквени новац за финансирање — нешто што је могло да угрози статус његове цркве ослобођене пореза.
27. децембра 2010., судија Окружног суда у Флориди, Гил Фриман, издао је заосталу пресуду против Минкова као одговор на Ленаров предлог. Фриман је открио да је Минков у више наврата лагао под заклетвом, уништавао или ускратио доказе, прикривао сведоке и намерно покушавао да „прикрије своје недолично понашање“. Према Фриману, Минков је чак лагао и своје адвокате о свом понашању. Фриман је утврдио да је Минков починио "превару на суду" која је била толико огромна да би пуштање случаја даље било медвеђа услуга правди. По њеном мишљењу, "нема правног лека осим неизвршења" било је прикладно за Минковове лажи. Наложила је Минкову да надокнади Ленару правне трошкове које је имао док је откривао његове лажи. Према правним стручњацима, укидање санкција као што су пресуде због изостанка су изузетно ретке, јер су резервисане за посебно тешко недолично понашање и имају за последицу укидање права странке да се брани са слободе. Раније је Фриман био толико љут због Минкововог понашања да га је назвала лажовом на отвореном суду, што је реткост за судију. Ленар је проценио да су њени адвокати и истражитељи потрошили стотине милиона долара на разоткривање Минковових лажи.

## Поновно признање и кривица
Дана 16. марта 2011, Минков је преко свог адвоката објавио да се изјаснио кривим по једној тачки за трговину инсајдерима. Према речима његовог адвоката, Минков је купио своје Ленар опције користећи "нејавне информације". Изјава о кривици, која је одвојена од грађанске тужбе, уследила је месец дана након што је Минкоу сазнао да је предмет кривичне истраге. Минков је тврдио да тада није знао да крши закон. СЕЦ је већ испитивао Минковове трговинске праксе. Истог дана, Минков је дао оставку на место вишег протестантског свештеника Цркве заједнице, рекавши у писму верницима да, пошто више није „изнад прекора“, сматра да „више није квалификован да буде пастор“. Шест недеља раније, 50.000 долара у готовини и чекови су украдени из цркве током провале. Иако нерешено, примећено је као сумњиво због Минковове признате историје инсценирања провала да би прикупио новац од осигурања.
Природа "нејавних информација" постала је јасна недељу дана касније, када су савезни тужиоци у Мајамију поднели кривичну информацију којом се Минков терети за једну тачку за заверу да изврши превару са хартијама од вредности. Тужиоци су оптужили да су Минков и Марш (наведен као неоптужени саучесник у тужби) уротили да изнуде новац од Ленара тако што су смањили своје акције. Жалба је такође открила да је Минкоу послао своје наводе ФБИ-ју, СЕЦ-у и IRS-у и да су три агенције сматрале његове тврдње довољно веродостојним да покрену формалну кривичну истрагу о Ленаровим праксама. Минков је затим искористио поверљиво сазнање о тој истрази да скрати Ленарове акције, иако је знао да му је то забрањено. Минков је одлучио да се изјасни кривим по оптужби за заверу уместо да се суочи са оптужбама за превару са хартијама од вредности и манипулацију тржиштем, што је могло да га пошаље у доживотни затвор.
Минков се 30. марта 2011. изјаснио кривим пред судијом Патришом А. Зајц. Минкоуов адвокат, Алвин Ентин, признао је да је његов клијент поступио непромишљено, али да га је Марш "преварио и искористио". Прети му максимална казна од пет година затвора, чак 350.000 долара новчане казне и казне и 500 милиона долара реституције. Међутим, пристао је да сарађује са владом у њеној истрази о Маршу.
Лос Анђелес тајмс је добио копију споразума о признању кривице, у којем је Минкоу признао да је издао свој извештај о страним директним инвестицијама о Ленару по Маршовом налогу. Према споразуму, Марш је понудио да Минков повуче свој извештај ако му Ленар плати у готовини и залихама. Такође је речено да је Минкоуов извештај покренуо напад медведа који је привремено смањио тржишну капитализацију Ленара за 583 милиона долара. Минков се суочио са најмање 30 година затвора да би случај отишао на суђење.
У процени пре изрицања казне која је обављена 10. маја 2011. године, Мајкл Бранон је дијагностиковао Минкоу да има поремећај личности са антисоцијалним и нарцистичким карактеристикама, поремећај пажње и хиперактивност, поремећај анксиозности, зависност од опијата, злоупотребу анаболичких стероида и мигренске главобоље.
Фриман је 16. јуна наредио Минкову да плати Ленару 584 милиона долара одштете — отприлике колико је компанија изгубила као резултат напада медведа који су организовали Минков и Марш. У Фремановој пресуди је наведено да су Минков и Марш ушли у заверу да униште Ленарове акције у новембру 2008. године. Уз камату, рачун би се лако могао приближити милијарду долара — далеко више него што је он украо у превари ЗЗЗЗ Бест.
Дана 6. јула се испоставило да су званичници заједнице Библије оптужили Минкова да води Институт за откривање превара са црквеним фондовима, аплицира за кредитне картице на имена чланова цркве и води своје стадо у лоша улагања. Црквени званичници су те тврдње изнели као део поверљивог извештаја пре изрицања казне. Када је Минковов адвокат, Алвин Ентин, добио вест о писму, затражио је две недеље да размотри наводе и одговори на њих. Ово је померило Минковову казну назад на 21. јул. Ово је био други пут да је Минковова пресуда одложена; првобитно је био заказан за 16. јун, али је одложен за 6. јул.
Зајц је 21. јула осудио Минкова на пет година затвора. Приликом изрицања казне, Зајц је рекао да Минкоу „није имао морални компас који каже 'Стоп'.“ Зајц му је такође наредио да исплати Ленару 583,5 милиона долара на име реституције — износ који је наметнут месец дана раније у грађанском поступку.
Сеитз је препоручио да Минков служи казну у савезном затворском логору Монтгомери у Монтгомерију, Алабама. Међутим, 20. септембра му је наређено да почне своју казну у Федералном медицинском центру у Лексингтону у Лексингтону, Кентаки.
Приликом изрицања казне и у интервјуима за медије, Минков је тврдио да је починио превару са хартијама од вредности јер је постао зависник о свом леку против мигрене Оксиконтин.

## Превара цркве и кривица
14. јуна 2011. године; KGTV у Сан Дијегу је интервјуисао неколико чланова Минкове бивше цркве, који су рекли да их је Минков преварио. Једна жена је рекла да је Минков од ње тражио 300.000 долара, наводно да би помогао у финансирању филма о његовом искупљењу.
Минков се 22. јануара 2014. изјаснио кривим по једној тачки оптужнице за заверу за банковну превару, превару путем електронске поште, превару поште и превару савезне владе. Признао је да је проневерио преко 3 милиона долара донација заједници Библијске цркве од 2001. до 2011. Отварао је неовлашћене банковне рачуне наводно у име цркве, фалсификовао потписе на црквеним чековима, преусмеравао новац са легитимних црквених рачуна за своју личну употребу и наплаћивао неовлашћене личне трошкови црквених кредитних картица. Такође је сакрио 890.000 долара прихода и 250.000 долара пореза од пореске управе. Међу његовим жртвама били су и удовац који је дао 75.000 долара за финансирање наводне болнице у Судану у част његове супруге након што је умрла од рака, и жена која је Минкову дала 300.000 долара који би иначе отишли за помоћ у подизању њене унуке тинејџерке.
28. априла 2014, судија Мајкл Анело осудио је Минкова на пет година затвора, максималну могућу казну према његовом споразуму о признању кривице. Одслужиће се након што Минков заврши казну за превару са oбвезницама. Док су Минкоуови адвокати тражили казну од 41 месеца, Анело је сматрао да мора да изрекне максимум за оно што је назвао „одвратним, неопростивим злочином“. Минкоу је 2. јуна постигао споразум са савезним тужиоцима који су га позвали да то учини. Ово ће потенцијално бити погубно за Минкова, поред реституције коју још дугује Ленару, Унион банци и жртвама Зи бест-а. Раније је рекао да је реституција од 26 милиона долара само за превару Зи бест-a била довољно велика да ће до краја живота писати чекове за реституцију жртвама Зи бест-a. Као резултат његове најновије казне, Минков је пуштен 6. јуна 2019.

## Екранизација
Пре него што је осуђен 2011. године, почела је продукција филма који описује живот и спасење Барија Минкова. Филм, у којем глуме Марк Хамил, Џастин Балдони, Талија Шир и Винг Рејмс, делимично је финансиран донацијама које је Минков тражио од своје скупштине. Минков је инсистирао да у филму игра средовечну верзију себе. Након његовог хапшења, приказивање филма је отказано и почео је рад на новом завршетку. Филм — преименован у Con Man из оригиналног назива Минков — коначно је објављен у марту 2018. године.
У јануару 2022. објављен је троделни документарни серијал Discovery+ под називом „Краљ превара“. Серија је истраживала како Минков може поново да се осмисли и обогати неколико пута. Минисерију је продуцирала Тхе Цонтент Гроуп, а Памела Дојч је била извршни продуцент за Discovery+, а сам Минков препричава своју прошлост, своје злочине и процес поновног откривања себе.

## Биографија
Минков се 2002. оженио Лизом. Имају двоје деце.